# Чемпіонат України з гандболу серед жінок 2023—2024
Чемпіонат України з гандболу серед жінок (жіноча Суперліга) 2023/2024 — тридцять другий чемпіонат України.

## Учасники та особливості проведення
Заявки на участь в чемпіонаті подали 7 команд. Серед них 5 команд-учасниць Суперліги сезону 2022/2023, миколаївський «Реал» та чинні чемпіонки Вищої ліги — «ДонДУВС-ДЮСШ 4» (домашня арена у м. Кривий Ріг). Команди поділено на дві групи за регіональним принципом. Відповідно до Регламенту та Календаря у першому етапі чемпіонату було проведено 6 з'їздних турів. На другому етапі, команди відповідно до результатів були поділені на дві групи зі збереженням набраних очок. Група А зіграла за 1-4 місця, група Б зіграла за 5-7 місця. В кожній групі на другому етапі проводилось по три тури. Плей-оф у цьому сезоні не передбачено.
Група А:
- «Галичанка» Львів;
- «Карпати-ШВСМ» Ужгород;
- «ДЮСШ 1-ХНУ» Хмельницький;

Група Б:
- «Реал» Миколаїв;
- «Спартак-ШВСМ» Київ;
- «КОСФК-НУБІП-ДЮСШ 21» (колишні назви «БСФК», «КОСФК») Київська область;
- «ДонДУВС-ДЮСШ 4» Кривий Ріг.

На відміну від попередніх чемпіонатів України, де за перемогу команді нараховувалось два очки, за нічию — одне, у поточному чемпіонаті наступне нарахування очок в турнірних таблицях:
- за перемогу в основний час гри — 3 очки;
- за перемогу після серії післяматчевих штрафних кидків, якщо після закінчення ігрового часу зафіксовано нічийний рахунок — 2 очки;
- за поразку, якщо гра завершилась в основний час — нуль балів;
- за поразку внаслідок серії післяматчевих штрафних кидків — 1 очко;
- технічна перемога — 3 очки у турнірній таблиці та рахунок у матчі 10:0 на користь команди-переможниці.

Перший тур чемпіонату пройшов з 28 вересня по 1 жовтня 2023 р.
Другий тур пройшов у Києві з 2 по 5 листопада 2023 р.
Матчі третього туру пройшли з 9 по 11 листопада 2023 р. у Львові та з 14 по 16 листопада 2023 р. в Конча-Заспі.
Четвертий тур пройшов у Києві з 8 по 11 лютого 2024 р.
Матчі п'ятого туру пройшли з 13 по 15 березня 2024 р. в Ужгороді та з 15 по 17 березня 2024 р. в Миколаєві.
Матчі шостого туру пройшли з 11 по 14 квітня 2024 р. в Ужгороді.
Сьомий тур пройшов у Києві, в спорткомплексі НУФВСУ з 26 по 28 квітня 2024 р.
Восьмий тур пройшов в Броварах з 10 по 12 травня 2024 року. У третій день туру, за результатами очного протистояння, львівська «Галичанка» маючи в своєму активі 66 очок, достроково гарантувала собі «золоті» нагороди чемпіонату; ужгородські «Карпати» з 54 очками — «срібло».
Заключний тур та церемонія нагородження пройшли у Києві, в спорткомплексі НУФВСУ з 22 по 24 травня 2024 р.

## Турнірна таблиця

### Перший етап
| № | Команда                          | І  | В  | Вш | Пш | П  | М       | О  |
| - | -------------------------------- | -- | -- | -- | -- | -- | ------- | -- |
| 1 | «Галичанка» (Львів)              | 18 | 16 | 0  | 0  | 2  | 588:381 | 48 |
| 2 | «Карпати» (Ужгород)              | 18 | 15 | 0  | 0  | 3  | 630:465 | 45 |
| 3 | «КОСФК-НУБІП-ДЮСШ 21» (Київщина) | 18 | 12 | 0  | 0  | 6  | 508:484 | 36 |
| 4 | «Спартак-ШВСМ» (Київ)            | 18 | 11 | 0  | 0  | 7  | 482:435 | 33 |
| 5 | «Реал» (Миколаїв)                | 18 | 3  | 1  | 0  | 14 | 474:581 | 11 |
| 6 | «ДонДУВС-ДЮСШ 4» (Кривий Ріг)    | 18 | 3  | 0  | 0  | 15 | 382:535 | 9  |
| 7 | «ДЮСШ-1-ХНУ» (Хмельницький)      | 18 | 1  | 0  | 1  | 15 | 405:588 | 7  |

Після першого етапу чемпіонату

### Другий етап
Підсумкова турнірна таблиця

#### Група «А»
| № | Команда                          | І  | В  | Вш | Пш | П  | М       | О  |
| - | -------------------------------- | -- | -- | -- | -- | -- | ------- | -- |
|   | «Галичанка» (Львів)              | 27 | 25 | 0  | 0  | 2  | 900:567 | 75 |
|   | «Карпати» (Ужгород)              | 27 | 19 | 1  | 0  | 7  | 887:726 | 59 |
|   | «Спартак-ШВСМ» (Київ)            | 27 | 14 | 0  | 1  | 12 | 712:697 | 43 |
| 4 | «КОСФК-НУБІП-ДЮСШ 21» (Київщина) | 27 | 13 | 0  | 0  | 14 | 706:772 | 39 |

#### Група «Б»
| № | Команда                       | І  | В | Вш | Пш | П  | М       | О  |
| - | ----------------------------- | -- | - | -- | -- | -- | ------- | -- |
| 5 | «Реал» (Миколаїв)             | 24 | 6 | 2  | 1  | 15 | 621:706 | 23 |
| 6 | «ДЮСШ-1-ХНУ» (Хмельницький)   | 24 | 5 | 0  | 1  | 18 | 554:751 | 16 |
| 7 | «ДонДУВС-ДЮСШ 4» (Кривий Ріг) | 24 | 5 | 0  | 0  | 19 | 509:670 | 15 |

## Найкращі бомбардири

### Найкращі бомбардири туру
| Тур  | Гравець               | Клуб                  | Голи |
| ---- | --------------------- | --------------------- | ---- |
| 1    | Анастасія Гінкул      | «Реал»                | 27   |
| 2    | Яна Готра             | «КОСФК-НУБІП-ДЮСШ 21» | 32   |
| 3    | Аліна Бахтіна         | «ДонДУВС-ДЮСШ 4»      | 26   |
| 4    | Анастасія Гінкул      | «Реал»                | 40   |
| 5    | Анастасія Гінкул      | «Реал»                | 25   |
| 6    | Валерія Нестеренко    | «Карпати-ШВСМ»        | 30   |
| 6    | Анастасія Гінкул      | «Реал»                | 30   |
|      |                       |                       |      |
| 7«А» | Анастасія Оржаховська | «Спартак-ШВСМ»        | 29   |
| 7«Б» | Аліна Бахтіна         | «ДонДУВС-ДЮСШ 4»      | 21   |
| 8«А» | Анастасія Оржаховська | «Спартак-ШВСМ»        | 24   |
| 8«Б» | Альона Божко          | «Реал»                | 17   |
| 9«А» | Владислава Слободян   | «Карпати-ШВСМ»        | 28   |
| 9«Б» | Нетелі Мініссале      | «КОСФК-НУБІП-ДЮСШ 21» | 21   |

### Найкращі бомбардири чемпіонату
| Місце | Гравець               | Клуб                        | Голи |
| ----- | --------------------- | --------------------------- | ---- |
| 1     | Анастасія Гінкул      | «Реал»                      | 180  |
| 2     | Анастасія Оржаховська | «Спартак-ШВСМ»              | 166  |
| 3     | Владислава Слободян   | «Карпати-ШВСМ»              | 162  |
| 4     | Аліна Бахтіна         | «ДонДУВС-ДЮСШ 4»            | 155  |
| 5     | Валерія Нестеренко    | «Карпати-ШВСМ»              | 149  |
| 6     | Яна Готра             | «КОСФК-НУБІП-ДЮСШ 21»       | 146  |
| 7     | Вероніка Алексєєнко   | «ДЮСШ 1-ХНУ»                | 137  |
| 8     | Аліса Петрів          | «Карпати-ШВСМ», «Галичанка» | 136  |
| 9     | Олеся Дяченко         | «Галичанка»                 | 132  |
| 10    | Анна Гававка          | «Карпати-ШВСМ»              | 124  |

## Цікаві факти
- Гравчині львівської «Галичанки» Тетяна Поляк та Мар'яна Маркевич — володарки всіх десяти «золотих» нагород «Галичанки».
- У матчі 4 туру «Реал» — «ДЮСШ-1-ХНУ» 10 лютого 2024 було досягнуто двох найвищих позначок в сезоні: Анастасія Гінкул закинула 21 м'яч, її суперниця з «ДЮСШ-1-ХНУ» Вероніка Алексєєнко — 19. Також у цьому матчі сумарно було закинуто 79 м'ячів — рахунок 40:39 на користь «Реала».
- Рекорд різниці в рахунку в сезоні — 33 було поставлено у матчі 3 туру «ДЮСШ-1-ХНУ» — «Галичанка», рахунок у матчі 8:41.
- Матч з найменшою кількістю закинутих м'ячів — 36. 3 листопада 2023 матч «Галичанки» та «Спартака-ШВСМ» завершився з рахунком 13:23.
- У матчі 9 туру «Спартак-ШВСМ» — «Карпати» знадобилось 9 серій післяматчевих пенальті для визначення переможця.

Під час церемонії нагородження Федерацією гандболу України було оголошено кращих в своєму амплуа гравчинь Суперліги: Краща снайперка сезону та володарка титулу «MVP — Найбільш цінна гравчиня чемпіонату» — Анастасія Гінкул з миколаївського «Реала» — 180 закинутих м'ячів у 22 матчах. Найрезультативніша гравчиня в групі «А» — Владислава Слободян з ужгородських «Карпат».
| Амплуа           | Гравець            | Клуб                        |
| ---------------- | ------------------ | --------------------------- |
| воротарка        | Тетяна Чорнявська  | «КОСФК-НУБІП-ДЮСШ 21»       |
| ліва крайня      | Аліса Петрів       | «Карпати-ШВСМ», «Галичанка» |
| ліва півсередня  | Валерія Нестеренко | «Карпати»                   |
| розігруюча       | Анна Гававка       | «Карпати»                   |
| права крайня     | Катерина Козак     | «Галичанка»                 |
| права півсередня | Аліна Бахтіна      | «ДонДУВС-ДЮСШ 4»            |
| лінійна          | Каріна Колодюк     | «Карпати»                   |